# Real Club Deportivo Fabril
Real Club Deportivo Fabril (anteriormente, Real Club Deportivo de La Coruña B) é um clube de futebol espanhol com sede na cidade de Corunha, na Galiza. É considerado o time de reservas do Deportivo La Coruña.
Fundado em 1914, originalmente chamava-se Fabril Foot-ball Club, sendo renomeado em 1941 para Fabril Sociedad Deportiva como parte da proposta do governo franquista em espanholizar nomes estrangeiros ou em idiomas regionais. Em 1963, após fundir-se com o Deportivo Juvenil, passa a ser chamado de Fabril Deportivo, quando incorporou o Deportivo Juvenil, até então a equipe reserva do "Depor". Passou a se chamar Real Club Deportivo de La Coruña B em 1994.
Em julho de 2017, após conseguir a liberação da Real Federação Espanhola de Futebol, alterou novamente seu nome oficial, desta vez para Deportivo Fabril.
Atualmente, disputa a Tercera División RFEF (correspondente à quinta divisão). Seu estádio, a Ciudad Deportiva de Abegondo, mais conhecido como "El Mundo del Fútbol", possui capacidade para 3.000 espectadores.
As cores oficiais do clube, tal como as do time principal do Deportivo, são azul e branco.

## Elenco atual
- Atualizado em 21 de janeiro de 2021

Legenda
- : Capitão
- : Jogador suspenso
- : Jogador lesionado
- : Jogador emprestado